# St. Peter und Paul (Dermbach)

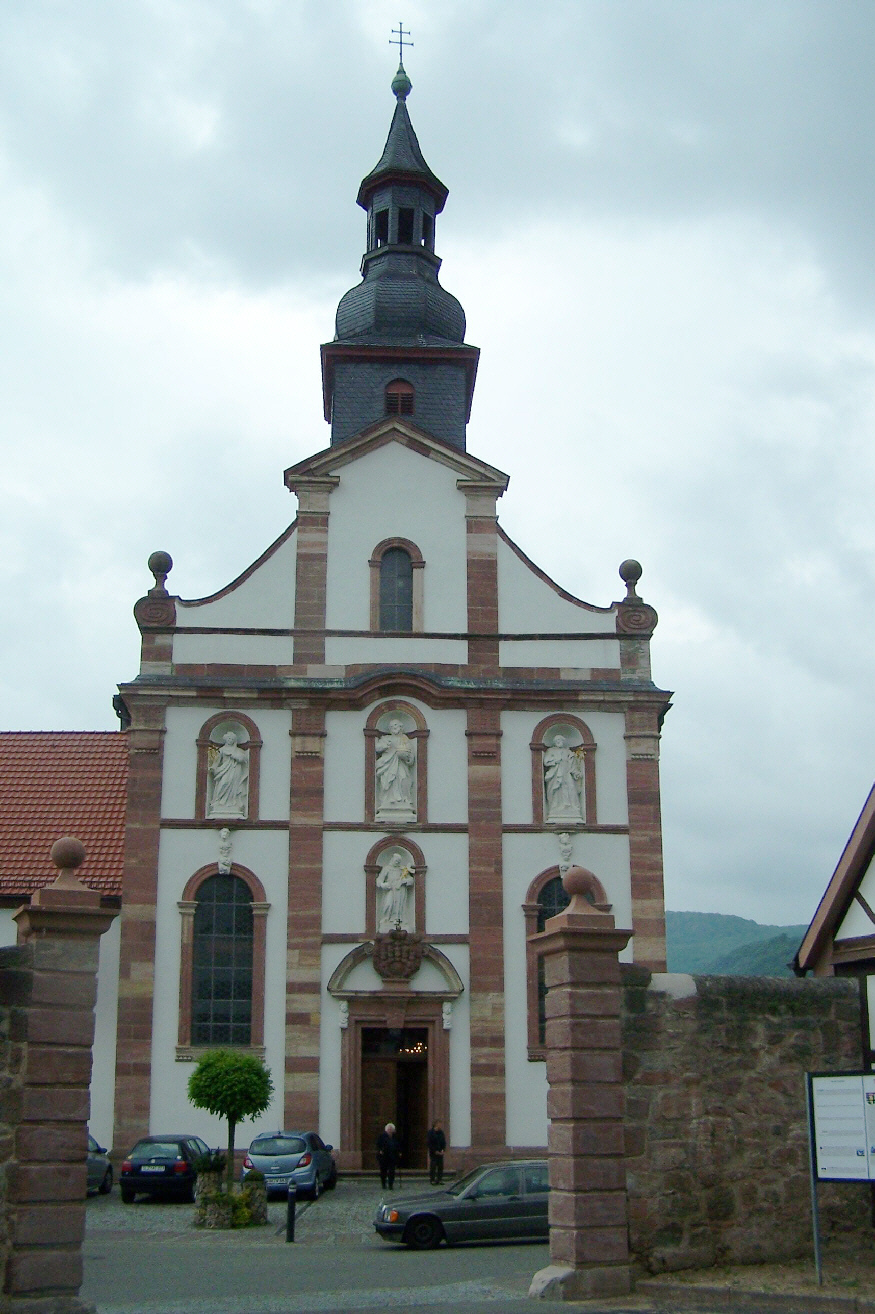
St. Peter und Paul Dermbach

Die römisch-katholische Pfarrkirche St. Peter und Paul ist ein Kirchengebäude in Dermbach im Wartburgkreis in Thüringen. Die Kirche ist außerdem dem Patrozinium der heiligen fünf Wunden unterstellt. Sie war die Klosterkirche des ehemaligen Klosters Dermbach. Die Gemeinde gehört zum Bistum Fulda.

## Geschichte

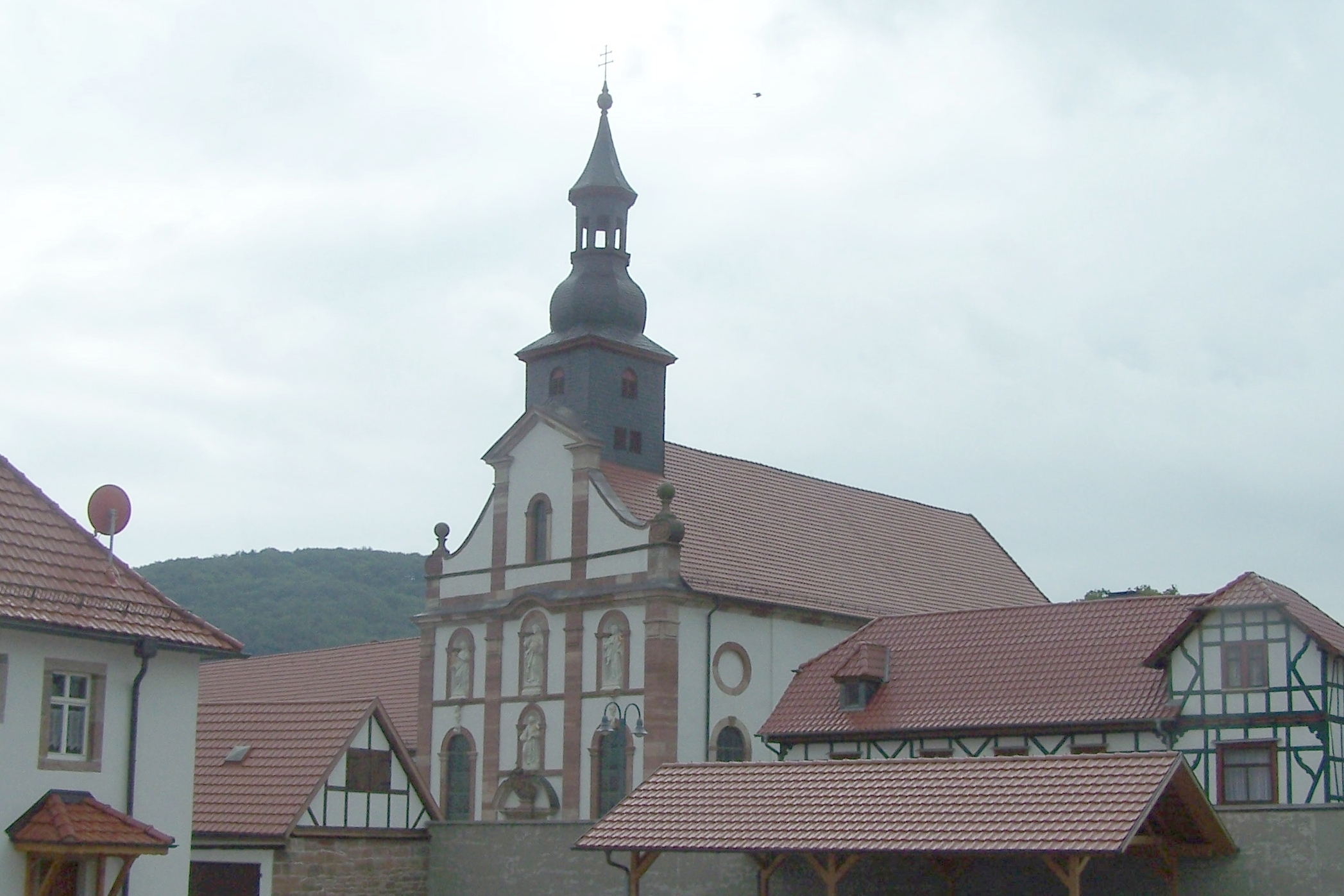
Lage der Kirche innerhalb des Klosters

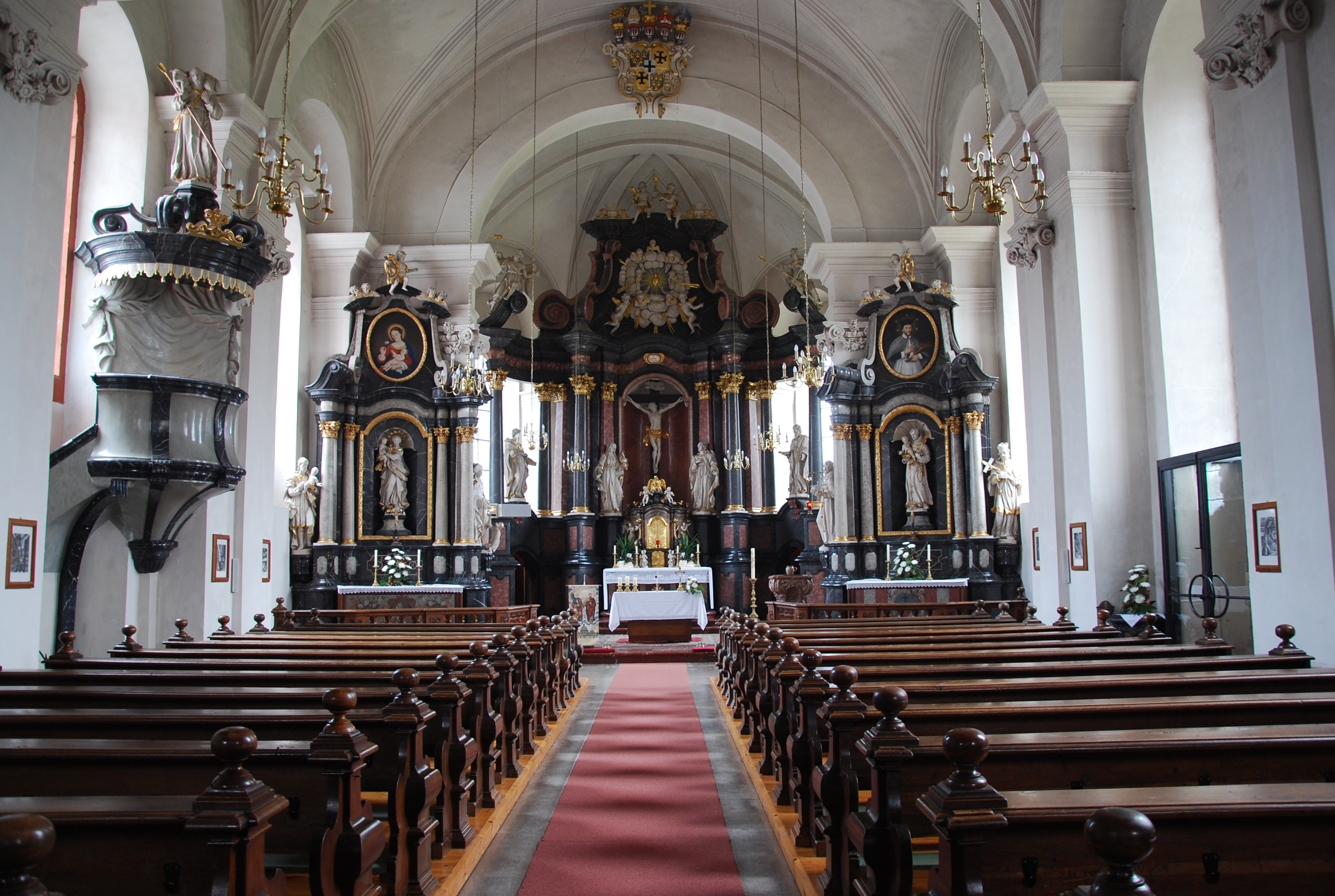
Blick durch das Schiff auf den Altarraum

Die Franziskanerklosterkirche, deren Ostfassade auf das Schloss ausgerichtet ist, wurde von 1731 bis 1735 nach den Plänen des Hofarchitekten Andrea Gallasini als spätbarocke Saalkirche an die Gebäude des Klosters angebaut. Die Weihe erfolgte am 17. August 1735. Nach der Säkularisation im Jahr 1803 wurde die Fürstabtei säkularisiert, die Franziskaner übersiedelten in das Kloster Frauenberg in Fulda. Ein Bruder verblieb in Dermbach und betreute die katholische Kirchengemeinde, die auch weiterhin ein Nutzungsrecht hatte. Die Kirche und das Pfarrhaus sind seit 1996 wieder kirchliches Eigentum.

## Architektur
Die zweigeschossige Fassade ist durch Pilaster gegliedert, die Attika mit Abschlussgesims ist niedrig gehalten. Der Dreieckgiebel wird seitlich von Voluten begleitet, der Dachturm mit Zwiebelhaube ist verschiefert. Das rechteckige Portal mit Sprenggiebel ist mit dem Wappen des Fürstabtes Adolph von Deling verziert. Der Schlussstein zeigt die Jahreszahl 1735. In einer Nische darüber steht eine Statue des hl. Franziskus, die Wand ist durch Rundbogenfenster gegliedert. In der Reihe darüber befinden sich drei überlebensgroße Statuen in Nischen, es handelt sich um Jesus Christus und die hll. Maria und Josef. Das Kranzgesims über der mittleren Figur ist aufgekröpft. Die Wände des Langhauses sind durch hohe Rundbogenfenster und Lisenen mit verkröpftem Gesims gegliedert, darüber liegen Blendokuli. Der Chor steht auf polygonem Grundriss, er ist durch Eckpilaster gegliedert. Am Chorbogen ist das Wappen des Fürstabtes zu sehen. Den Pfeilern im Saal sind Pilaster mit ionisierenden Kapitellen vorgelegt. Das Tonnenstichkappengewölbe mit Gurten ist stark profiliert.
Der Innenraum wurde 1898 unsachgemäß, wohl dem Zeitgeschmack entsprechend, farbig ausgemalt, gleichzeitig wurden die Sandsteinplatten des Fußbodens durch bunte Fliesen ersetzt und kleine farbige Fenster eingebaut. Bei der Renovierung von 1964 bis 1972 wurden die Glasfenster von 1898 und die ornamentale Ausmalung entfernt und der Innenraum sowie die Einzelplastiken und die Altäre neu gefasst. Der bunte Fliesenfußboden wurde entfernt und durch graue Kalksteinplatten, im römischen Verbund gelegt, ersetzt.

## Ausstattung

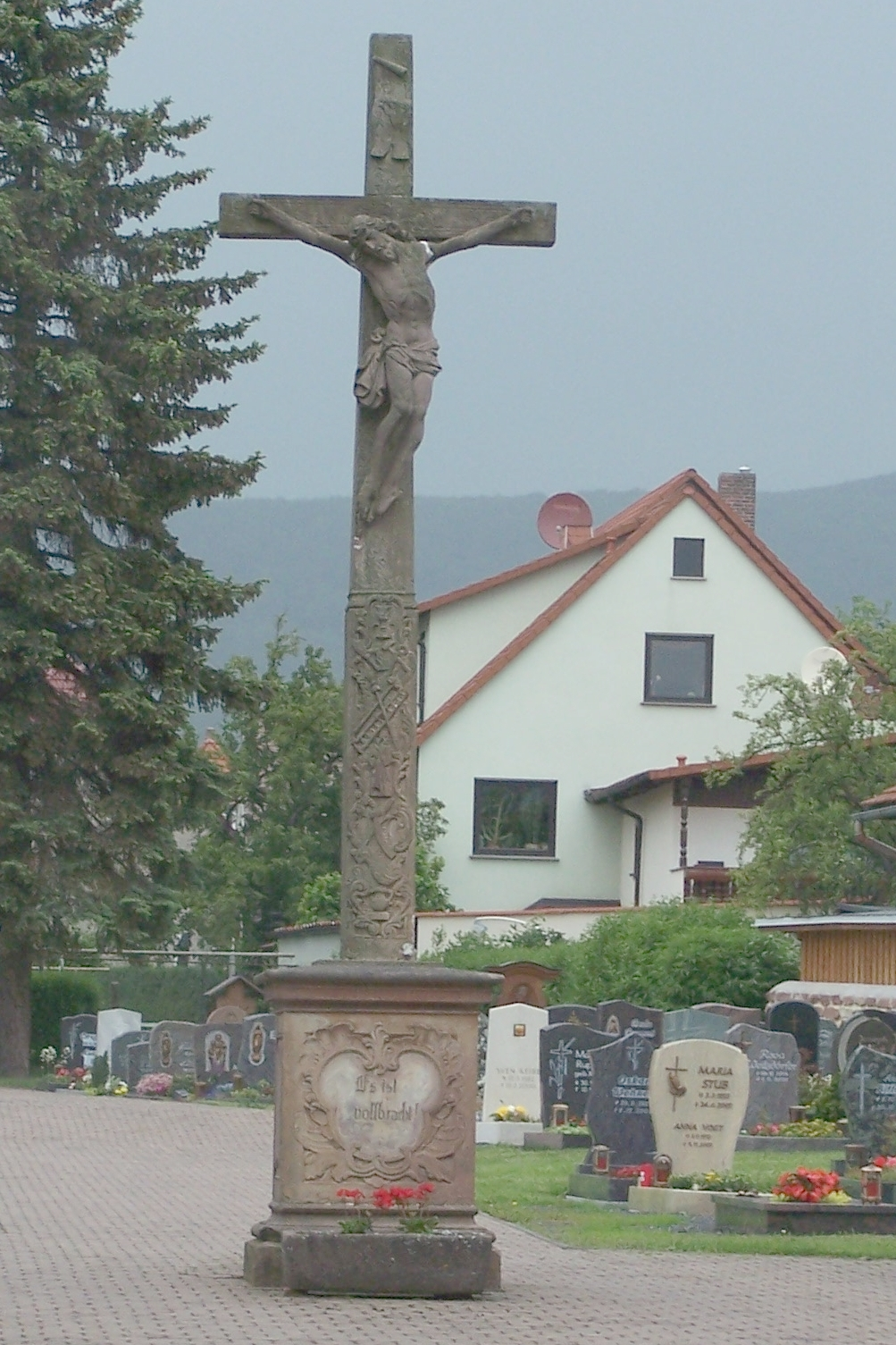
Kreuz auf dem Friedhof

Die Ausstattung stammt überwiegend aus der Bauzeit der Kirche.
- Der Hochaltar in verschiedenfarbigem Stuckmarmor besitzt einen bewegten Säulenaufbau, das Gebälk ist verkröpft. Er schwingt sich bis hoch in das Gewölbe, die Voluten der Bekrönung sind stark geschwungen. Die Figuren entstammen einer Kreuzigungsgruppe, auf den Voluten stehen Engel mit den Leidenswerkzeugen. Die Wundmale Christi im Auszug befinden sich in einem Wolkenkranz und sind von Putten begleitet. Über den Durchgängen stehen überlebensgroße geschnitzte Figuren der Apostel Petrus und Paulus.[1]

- Die Seitenaltäre sind kleiner als der Hochaltar und farblich anders gehalten. Auf dem rechten Altar stehen Figuren der hll. Antonius, Franziskus und Johannes Nepomuk, auf dem linken Seitenaltar sind die Figuren der Gottesmutter und der hll. Elisabeth und Josef zu sehen. Die Gemälde in den Auszügen mit den Darstellungen Mariens und des hl. Johannes Nepomuk wurden 1896 gemalt. Die Antependien wurden in der zweiten Hälfte des 18. Jahrhunderts auf Leinwand gemalt.[1]
- Die Reliefs an den Beichtstühlen und dem Gestühl gelten als gute Schnitzarbeiten.
- Der Taufstein ist mit Akanthusranken und Muschelnischen verziert.
- Die schlichte Orgel wurde 1864 von den Firma Brüder Peternell aus Seligenthal gebaut, an der Orgelempore hängt ein Vesperbild des hl. Michael aus dem 18. Jahrhundert.[1]
- Auf dem zur Kirche gehörenden, ummauerten Friedhof steht ein steinernes Arma-Christi-Kreuz von 1852.